# Лангер, Зигфрид
Зигфрид Лангер (нем. Siegfried Langer; 1 сентября 1857, Мериш-Аусзее, ныне Чехия — 1882) — австрийский востоковед еврейского происхождения.
В 1879—1881 гг. изучал в Венском университете различные дисциплины, в том числе учился у Д. Г. Мюллера.
В 1881 году отправился в исследовательскую экспедицию на Ближний Восток. Проведя шесть месяцев в Ас-Сальте, двинулся на юг Аравийского полуострова.
В марте 1882 году направился из Ходейды в Сану, затем в Аден, который покинул 20 мая, направляясь вглубь страны. В конце мая или начале июня был убит.
Во время экспедиции Лангеру удалось собрать 22 южноарабские надписи, которые его учитель Мюллер опубликовал в книге «Отчёт о путешествии Зигфрида Лангера в Сирию и Аравию» (нем. Siegfried Langers Reiseberichte aus Syrien und Arabien; Лейпциг, 1883 год).